# بلدية انهوماس
بلدية انهوماس هي بلدية في البرازيل، تتبع غوياس، بلغ عدد سكانها 48٬246  نسمة، في 2010، تبلغ مساحتها 613٫349 كيلومتر مربع.

## الموقع
تشترك في الحدود مع:
- Araçu [الإنجليزية]‏.

## أعلام
- جوبال جونيور
- كينيدي سيلفا ريس
- باولو رافاييل دي أوليفيرا راموس